# Hipoteca del derecho al aprovechamiento urbanístico

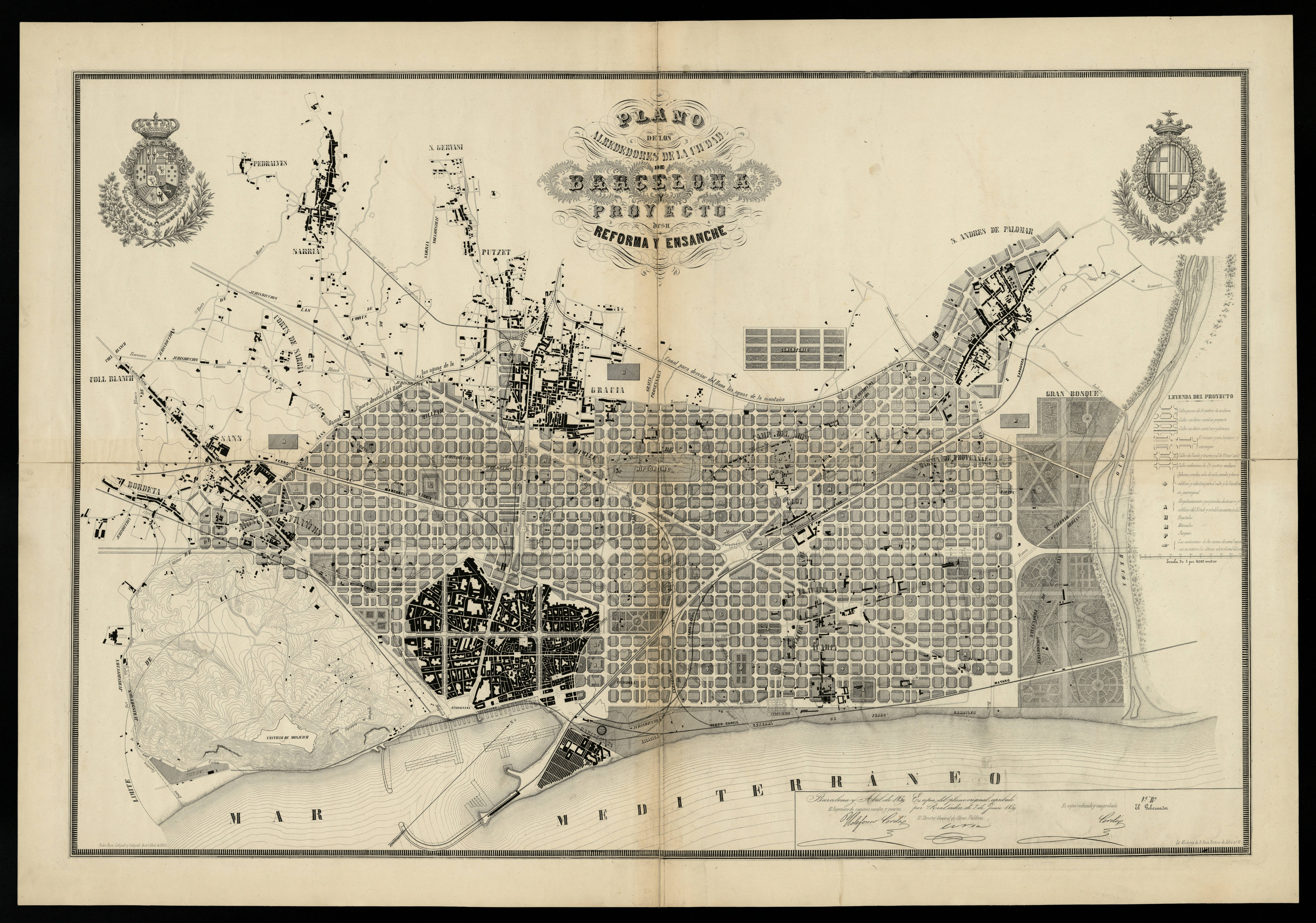
Plano de Ildefonso Cerdá (1859) del ensanche de Barcelona.

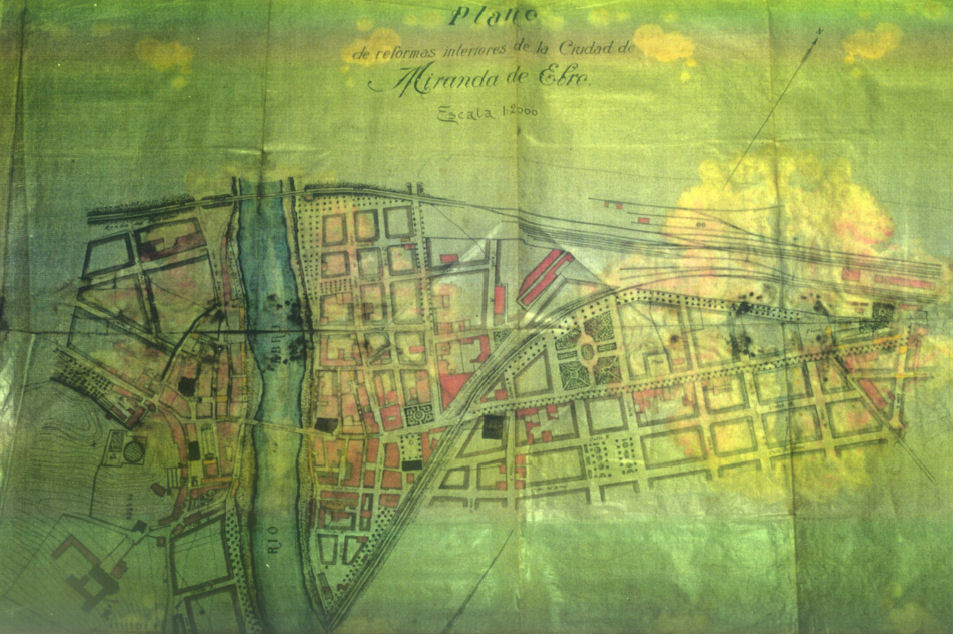
Plano de Fernando Keller (1903) del ensanche de Miranda de Ebro.

La hipoteca del derecho al aprovechamiento urbanístico, en España, permite poder acceder al crédito territorial a quienes no son propietarios del suelo, entendido este como terreno stricto sensu, y ello sería posible por la vía del gravamen del ius aedificandi, representado por los derechos edificatorios (metros-techo) generados por la acción urbanizadora durante la ejecución del planeamiento urbanístico y la ordenación del territorio.

## Concepto
La hipoteca del aprovechamiento urbanístico es un derecho real de garantía, limitado y temporal, que permite al acreedor, su titular, la realización del valor del bien inmueble que alcanza a ser el aprovechamiento urbanístico, con separación del suelo al que está relacionado, el cual, tras finalizar el procedimiento administrativo de ejecución del planeamiento urbanístico, a cuyo final el aprovechamiento urbanístico quedará atribuido a su correspondiente finca resultado por cuotas de valor, a semejanza del modo en que se atribuyen en la finca los créditos refaccionarios anotados en el Registro de la propiedad.

## Utilidad
Con la hipoteca del derecho al aprovechamiento urbanístico se supera el tradicional reduccionismo de considerar al crédito territorial ligado en exclusiva a la propiedad del suelo, pues a través de la hipoteca del aprovechamiento urbanístico, el ius aedificandi, separado del suelo, ofrece mecanismos en derecho que facilitan la iniciativa privada de la acción urbanizadora, al dotarla de garantías reales que favorecen la obtención de medios financieros para asumir las obligaciones originadas por el derecho de iniciativa urbanizadora nacido del art. 6.a del Texto Refundido de la Ley de Suelo de 2008, independizando este derecho de iniciativa de privilegios patrimoniales. 

## Fundamentación jurídica
Mediante la técnica de la «equidistribución de beneficios y cargas» inventada por Ildefonso Cerdá, se lleva a la práctica la máxima ideológica de proporción equitativa por encima de la propiedad privada, invocada en 1.930 por Le Corbusier, para ser «aplicada entre el propietario inerte y la iniciativa común», que se culmina mediante la utilización de modos compensatorios de reparto forzoso de la propiedad, en un título dominical denominado reparcelación, cuya moneda de cambio, o unidad de cuenta, son las unidades de aprovechamiento urbanístico, que temporal y transitoriamente se pueden inscribir en el Registro de la Propiedad separadas del suelo que causó su origen (cfr. art. 51 del TRLS-2008; arts. 39 a 44 y 77 del Reglamento Hipotecario Urbanístico aprobado por RD 1093/1997; art. 54.4 del Reglamento de Gestión Urbanística de 1.978 y Resolución de la DGRN de 23-10-2001). En derecho privado, con rango de ley, la hipotecabilidad del derecho al aprovechamiento urbanístico separado del suelo se puede argumentar también con los arts. 106 y 107 de la Ley Hipotecaria (que hablan de hipotecar derechos, con criterio de numerus apertus).